# یوتو سوزوکی
یوتو سوزوکی (انگلیسی: Yuto Suzuki؛ زادهٔ ۷ دسامبر ۱۹۹۳) بازیکن فوتبال اهل ژاپن است.